# L'ulivo e l'alloro
Pour plus de détails, voir Fiche technique et Distribution.
L'ulivo e l'alloro est un drame historique italien réalisé par Antonio Maria Magro et sorti en 1991.

## Synopsis
C'est à Ferrare, en 1391, qu'a commencé l'escarmouche dialectique entre l'éminent juriste Bartolomeo da Saliceto (it) et le marquis Alberto V d'Este, qui demandait au pape Boniface IX l'autorisation de fonder un « Studium generale », comme on appelait alors les universités, dans la ville d'Este également. Bartolomeo est un transfuge de Bologne, où il avait participé à un complot contre le gouvernement de cette ville, en faveur des Visconti. Son plan subtil est combattu par la maîtresse du marquis, Isotta Albaresani (it), qui préfère que tous les efforts du seigneur de Ferrare et la diplomatie des Este auprès du pape soient concentrés dans le seul but d'obtenir la légitimation de son fils Nicolò, fruit de sa relation avec Alberto V d'Este lui-même. On comprend l'agitation intérieure de l'épouse légitime du marquis d'Este, Giovanna De' Roberti, qui n'avait pas pu donner d'héritier à son mari. Elle aussi, cependant, dut plier son orgueil devant les exigences et les ambitions politiques de la maison d'Este. Les seigneurs de Ferrare ne manquent certes pas d'habileté politique et d'opportunisme pour surmonter sans dommage les complots et les révoltes internes du peuple exaspéré par une fiscalité trop lourde. Alberto d'Este, sûr de son pouvoir, pouvait en effet se permettre de garder à la cour le bouffon Pietro Montanaro, bien que ce dernier se soit désolidarisé de lui en fuyant la cour au moment du soulèvement populaire.
Les raisons d'État et les raisons de cœur, cependant, ont été sauvegardées en fin de compte. Le marquis d' Este profite de l'Année sainte pour partir en pèlerinage à Rome et obtenir du pape la légitimation de son fils Nicolò, le futur Nicolò III, et la bulle pour la fondation de l'université de Ferrare.

## Fiche technique
- Titre original : L'ulivo e l'alloro[1]
- Réalisation : Antonio Maria Magro
- Scénario : Antonio Maria Magro
- Photographie : Cesare Bastelli
- Montage : Giovanni Parenti
- Musique : Vittorio Nazzaro
- Décors : Stefania Brassi
- Sociétés de production : Antenna Verde
- Pays de production :  Italie
- Langue originale : italien
- Format : couleurs
- Genre : drame historique
- Durée : 85 minutes
- Dates de sortie : 
  - Italie : 1991

## Distribution
- Walter Maestosi (it) : Alberto D'Este
- Dalila Di Lazzaro : Isotta Albaresani
- Werner Di Donato : Bartolomeo da Saliceto
- Marina Pitta : Giovanna De' Roberti
- Stefania Brassi : étudiante
- Angelo Botti : Pietro Montanaro